# Józef Pośpiech
Józef Pośpiech (ur. 16 listopada 1930 w Wroninie, zm. 18 września 2003 w Zielonej Górze) – polski duchowny luterański, senior, a następnie biskup, diecezji wrocławskiej Kościoła Ewangelicko-Augsburskiego w RP, proboszcz parafii w Zielonej Górze.

## Życiorys
Urodził się 16 listopada 1930 we Wroninie w województwie opolskim. W 1950 ukończył gimnazjum w Koźlu. Po ukończeniu studiów teologicznych na Uniwersytecie Warszawskim oraz Chrześcijańskiej Akademii Teologicznej (po jej wyodrębnieniu ze struktur UW), 11 marca 1954 został ordynowany na księdza i przez dwa lata był wikariuszem w parafii w Zabrzu. W 1956 był krótko administratorem parafii w Sompolnie. Później pracował w parafii w Wałbrzychu, gdzie był duszpasterzem mniejszości niemieckiej, a od 1971 jej administratorem. W 1972 wybrany na konseniora, czyli zastępcę zwierzchnika, diecezji wrocławskiej. W 1976 został proboszczem parafii w Zielonej Górze. 6 grudnia 1980 został wybrany na seniora diecezji wrocławskiej, urząd objął 31 maja 1981. W związku z nowym prawem wewnętrznym, 21 listopada 1991 został wybrany na biskupa diecezji, a konsekrowany został 11 kwietnia 1992 roku. 25 czerwca 1994 przeszedł w stan spoczynku.
Od 1980 sprawował opiekę duszpasterską nad Erichem Kochem, aż do jego śmierci w 1986.
Bp Józef Pośpiech był również tłumaczem, dokonał m.in. pierwszego pełnego tłumaczenia Formuły zgody na język polski, opublikowanego w 1999.
W 1998 został odznaczony Krzyżem Kawalerskim Orderu Odrodzenia Polski.
Zmarł 18 września 2003 w Zielonej Górze.